# Rodrigo Barbosa
Rodrigo Barbosa (* 30. September 1988 in São Paulo) ist ein ehemaliger brasilianischer Autorennfahrer.

## Karriere
Nachdem Barbosa seine Motorsportkarriere im Kartsport begonnen hatte, wechselte er 2005 in den Formelsport und trat zu zwei Rennen der brasilianischen Formel Renault an. 2006 blieb er in dieser Meisterschaft und beendete die Saison auf dem 19. Gesamtrang. 2007 wechselte er nach Nordamerika und wurde Fünfter in der südlichen Division der SCCA Formel Atlantic. Bei den abschließenden Runoff, zu dem Fahrer aus allen Divisionen antraten, wurde er Neunter.
Nach einer einjährigen Pause wechselte Barbosa 2009 in die Indy Lights und trat für ELFF Racing, die erstmals seit 1993 wieder an der Rennserie teilnahmen, an. Er beendete die Saison mit einem zehnten Platz als bestes Resultat auf dem 15. Platz in der Fahrerwertung. Er war in dieser Saison von allen Piloten, die zu jedem Rennwochenende angetreten waren, der am schlechtesten platzierte. 2010 wechselte Barbosa zu PDM Racing. Barbosa blieb in dieser Saison von den Piloten, die zu jedem Rennen antraten, derjenige mit der schlechtesten Gesamtplatzierung, obwohl er bei fünf Rennen unter die ersten Zehn kam. Seine besten Resultate waren drei neunte Plätze. In der Fahrerwertung belegte er den zwölften Platz.

## Statistik

### Karrierestationen
- 2005: Brasilianische Formel Renault
- 2006: Brasilianische Formel Renault (Platz 19)
- 2007: SCCA Formel Atlantic, südliche Division (Platz 5)
- 2009: Indy Lights (Platz 15)
- 2010: Indy Lights (Platz 12)